# 圈河口岸
圈河口岸，是中国吉林省延边朝鲜族自治州珲春市的一个国家级一类公路口岸。是中国进、出朝鲜罗先市的陆路通道。圈河口岸对面是朝鲜元汀口岸，距朝鲜罗津51公里。连接圈河口岸和元汀口岸的跨境公路大桥是前往朝鲜罗先经济贸易区的重要通道。口岸于1938年兴建，1998年投入使用。